# Péone
Péone est une commune française située dans le département des Alpes-Maritimes, en région Provence-Alpes-Côte d'Azur.
Ses habitants sont appelés les Péoniens.

## Géographie

### Hameaux et lieux-dits
- Les Chardonniers
- Le Serre
- La Serre
- Settene
- Le Plan
- Alliège
- Le Brac
- Le Mians
- Les Mianouns
- Le Parc
- Rabuis
- Fossemagne
- Fossemagnette
- La Colle
- Les Huerris
- Le Lagas
- La Colle des Amignons
- Charvin
- En Garets
- Aubert
  - Les Amignons
  - La Baumette
  - Combarion
  - Valberg
  - Le Villard
  - Saint-Pierre

### La station de Valberg

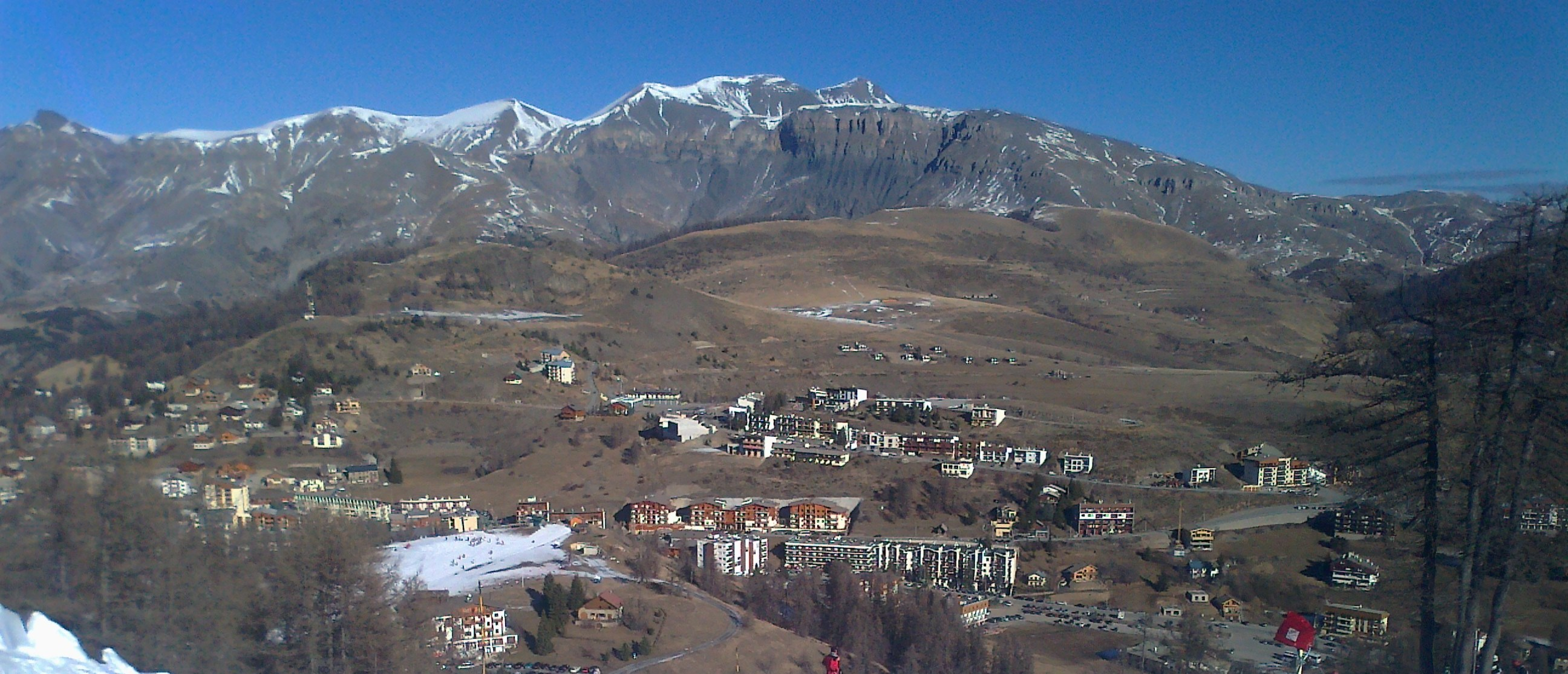
La station de Valberg.

La partie urbanisée de la station d'altitude de Valberg est, pour l'essentiel située sur la commune de Péone au col du Quartier à 1 700 m d'altitude. Ainsi s'explique l'usage de la dénomination Péone-Valberg. En effet, c'est seulement le domaine skiable de la station de sports d'hiver de Valberg qui s'étend, d'ouest en est, sur les trois communes de Guillaumes, Péone et Beuil.

### Communes limitrophes
| Châteauneuf-d'Entraunes | Saint-Étienne-de-Tinée | Saint-Étienne-de-Tinée |
| Guillaumes              | Péone                  | Beuil                  |
| Guillaumes              | Guillaumes, Beuil      | Beuil                  |

### Géologie et relief
La commune se compose de 16,43 hectares de territoires artificialisés (0,34 %), 484,85 hectares de territoires agricoles (7,96 %) et 4 441,67 hectares de forêts et milieux semi-naturels (91,69 %).
Espaces naturels.

### Climat
Pour des articles plus généraux, voir Climat de Provence-Alpes-Côte d'Azur et Climat des Alpes-Maritimes.
En 2010, le climat de la commune est de type climat de montagne, selon une étude du Centre national de la recherche scientifique s'appuyant sur une série de données couvrant la période 1971-2000. En 2020, Météo-France publie une typologie des climats de la France métropolitaine dans laquelle la commune est exposée à un climat de montagne ou de marges de montagne et est dans une zone de transition entre les régions climatiques « Var, Alpes-Maritimes  » et « Alpes du sud ».
Pour la période 1971-2000, la température annuelle moyenne est de 8,5 °C, avec une amplitude thermique annuelle de 16,5 °C. Le cumul annuel moyen de précipitations est de 1 111 mm, avec 5,7 jours de précipitations en janvier et 6,2 jours en juillet. Pour la période 1991-2020, la température moyenne annuelle observée sur la station météorologique installée sur la commune est de 7,9 °C et le cumul annuel moyen de précipitations est de 1 013,1 mm. 
La température maximale relevée sur cette station est de 31 °C, atteinte le 28 juin 2019 ; la température minimale est de −15,5 °C, atteinte le 28 février 2018,,.
| Mois                                  | jan.           | fév.           | mars           | avril         | mai           | juin        | jui.          | août         | sep.          | oct.          | nov.          | déc.           | année      |
| ------------------------------------- | -------------- | -------------- | -------------- | ------------- | ------------- | ----------- | ------------- | ------------ | ------------- | ------------- | ------------- | -------------- | ---------- |
| Température minimale moyenne (°C)     | −3,1           | −3,8           | −1,3           | 1,8           | 5,2           | 9,7         | 11,9          | 11,8         | 8,3           | 5,2           | 0,9           | −1,8           | 3,7        |
| Température moyenne (°C)              | 0,6            | 0,1            | 2,8            | 6             | 9,6           | 14,2        | 16,9          | 16,9         | 12,8          | 9             | 4,2           | 1,6            | 7,9        |
| Température maximale moyenne (°C)     | 4,2            | 4              | 6,8            | 10,2          | 14,1          | 18,7        | 21,8          | 21,9         | 17,2          | 12,8          | 7,5           | 4,9            | 12         |
| Record de froid (°C) date du record   | −13,5 26.01.05 | −15,5 28.02.18 | −13,9 01.03.05 | −9,4 08.04.03 | −4,8 05.05.19 | 0 02.06.06  | 2,3 15.07.16  | 4,5 21.08.07 | −0,7 28.09.07 | −5,8 28.10.12 | −10 27.11.10  | −14,3 29.12.05 | −15,5 2018 |
| Record de chaleur (°C) date du record | 18,9 20.01.08  | 20,8 01.02.16  | 18,9 30.03.12  | 21,4 08.04.11 | 26 22.05.22   | 31 28.06.19 | 30,5 18.07.23 | 31 22.08.23  | 26,7 05.09.16 | 24,5 12.10.11 | 21,1 11.11.15 | 16,5 01.12.15  | 31 2023    |
| Ensoleillement (h)                    | 1 769          | 1 767          | 2 186          | 2 017         | 2 116         | 2 456       | 2 905         | 2 656        | 2 104         | 1 936         | 1 559         | 1 665          | 25 135     |
| Précipitations (mm)                   | 57,6           | 57             | 56,7           | 89,3          | 102,4         | 93,6        | 72,1          | 52,5         | 75,7          | 124,4         | 147,1         | 84,7           | 1 013,1    |

| Diagramme climatique                                  |         |             |             |              |             |              |              |             |              |             |             |
| J                                                     | F       | M           | A           | M            | J           | J            | A            | S           | O            | N           | D           |
| 4,2−3,157,6                                           | 4−3,857 | 6,8−1,356,7 | 10,21,889,3 | 14,15,2102,4 | 18,79,793,6 | 21,811,972,1 | 21,911,852,5 | 17,28,375,7 | 12,85,2124,4 | 7,50,9147,1 | 4,9−1,884,7 |
| Moyennes : • Temp. maxi et mini °C • Précipitation mm |         |             |             |              |             |              |              |             |              |             |             |

Les paramètres climatiques de la commune ont été estimés pour le milieu du siècle (2041-2070) selon différents scénarios d'émission de gaz à effet de serre à partir des nouvelles projections climatiques de référence DRIAS-2020. Ils sont consultables sur un site dédié publié par Météo-France en novembre 2022.

## Urbanisme

### Typologie
Au 1er janvier 2024, Péone est catégorisée commune rurale à habitat dispersé, selon la nouvelle grille communale de densité à 7 niveaux définie par l'Insee en 2022.
Elle est située hors unité urbaine. Par ailleurs la commune fait partie de l'aire d'attraction de Nice, dont elle est une commune de la couronne,. Cette aire, qui regroupe 100 communes, est catégorisée dans les aires de 200 000 à moins de 700 000 habitants,.

### Occupation des sols
L'occupation des sols de la commune, telle qu'elle ressort de la base de données européenne d’occupation biophysique des sols Corine Land Cover (CLC), est marquée par l'importance des forêts et milieux semi-naturels (91,7 % en 2018), une proportion sensiblement équivalente à celle de 1990 (91,4 %). La répartition détaillée en 2018 est la suivante : 
espaces ouverts, sans ou avec peu de végétation (34 %), forêts (29 %), milieux à végétation arbustive et/ou herbacée (28,7 %), prairies (5,8 %), zones agricoles hétérogènes (2,2 %), zones urbanisées (0,3 %).
L'évolution de l’occupation des sols de la commune et de ses infrastructures peut être observée sur les différentes représentations cartographiques du territoire : la carte de Cassini (XVIIIe siècle), la carte d'état-major (1820-1866) et les cartes ou photos aériennes de l'IGN pour la période actuelle (1950 à aujourd'hui).

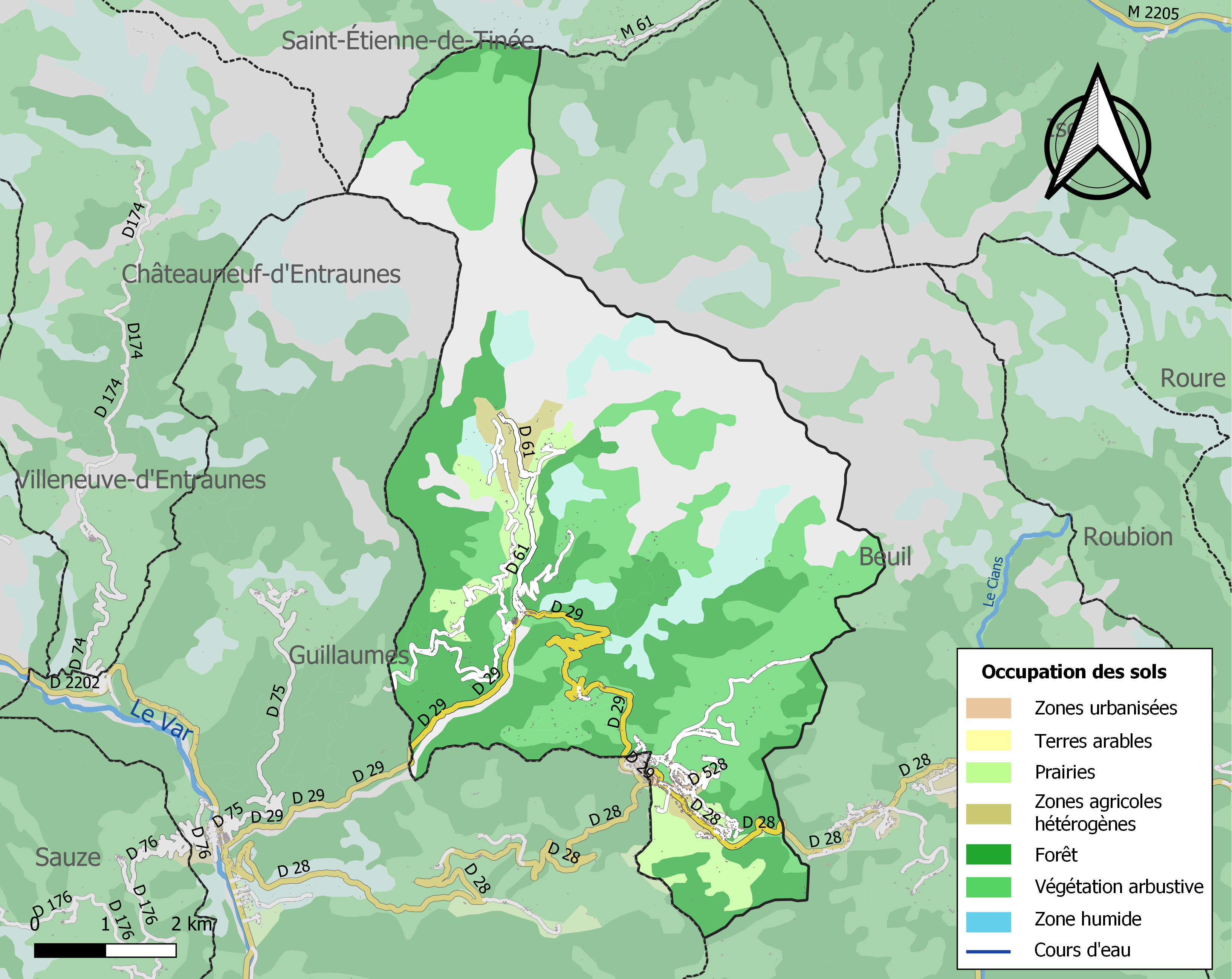
Carte de l'occupation des sols de la commune en 2018 (CLC).

## Histoire
Après la conquête romaine (achevée en 14 av. J.-C.), Auguste organise les Alpes en provinces. Le territoire de l’actuelle commune de Péone dépend de la province des Alpes-Maritimes et est rattaché à la civitas de Glanate (Glandèves). À la fin de l’Antiquité, le diocèse de Glandèves reprend les limites de cette civitas.
La tradition voudrait que le comte Raimond Bérenger IV de Provence ait repeuplé au XIIIe siècle le village avec des familles d'origines catalanes, tradition à l'origine du surnom de « Catalans » donné autrefois aux habitants de Péone.
Une autre version voudrait que ce soient des ouvriers de passage dans ces lieux après avoir travaillé à la construction de Barcelonnette, qui auraient fondé là, vers 1240, un village qu'ils nommèrent d'après la ville natale de leur chef, Péona en Catalogne.
Malgré cette tradition permettant d'expliquer ce curieux nom de berger espagnol, le nom de Péone dérive plus vraisemblablement de Pédona (« hauteur rocheuse »), nom plus en rapport avec la topologie des lieux.
Sous l'autorité de la Maison de Savoie de la dédition de 1388 au plébiscite de 1860 excepté la période 1792 à 1814.
Pour toute cette période, on pourra se reporter utilement à la partie « 4 - Histoire » de l'article « Entraunes » rédigé pour l'essentiel par André Payan-Passeron.
Durant la guerre de Trente Ans (1618-1648), les milices locales du capitaine Boniface de Sauze, cernées par les Français, capitulèrent à Péone.
Française de 1792 à 1814, Péone est à nouveau française depuis le plébiscite de 1860
De 1870 à 1891, la commune compte plus de 600 habitants et c'est après 1891 que ses effectifs diminuent. Diminution induite par le développement général des sciences, des techniques et des transports caractérisé notamment par le processus d'industrialisation, l'accélération de la division du travail comme de la productivité horaire du travail et de la concentration du nombre des exploitations agricoles aux dépens des plus petites qui disparaissent. Et diminution de la population de Péone qui se manifeste ici aussi par un solde annuel négatif tant des décès par rapport aux naissances que des départs par rapport aux arrivées. Il s'agit du processus d'exode rural qui a débuté en France à partir de 1850, date à laquelle le maximum de population rurale est atteint avec 26,8 M de ruraux. Du fait de l'exode rural, la commune ne compte plus que 407 habitants en 1946. En 55 ans la commune a donc perdu un peu plus d'un tiers de ses effectifs. Mais, malgré la poursuite de l'exode rural aux dépens de la paysannerie, le développement de la station touristique et de sports d'hiver de Valberg explique tant la croissance des effectifs de la commune à partir du recensement de 1962 que la poursuite de la mutation de son économie et donc de sa structure sociale.
L'histoire militaire de Péone durant l'entre deux-guerres et la guerre de 1939-45

## Héraldique
| Blason de Péone | Blason  | D’azur à la barre de sable chargé de l’inscription PEONE en lettre capitales d’argent, accompagnée en chef d’une montagne de deux coupeaux mouvant du bord supérieur de la barre, celui de senestre plus élevé et sommé d’une croisette et en pointe d’une tête de chamois arrachée, le tout d’argent. |
| Blason de Péone | Détails | Le statut officiel du blason reste à déterminer. |

## Politique et administration
| Période                                  | Période  | Identité                          | Étiquette | Qualité                                                      |
| ---------------------------------------- | -------- | --------------------------------- | --------- | ------------------------------------------------------------ |
| Les données manquantes sont à compléter. |          |                                   |           |                                                              |
| 1959                                     | 2001     | Charles Ginésy                    | RPR       | Sénateur et président du Conseil général des Alpes-Maritimes |
| 2001                                     | 2017     | Charles Ange Ginésy réélu en 2008 | UMP-LR    | Ancien Vice-président du Conseil général des Alpes-Maritimes |
| 2017                                     | En cours | Guy Ammirati                      |           | Ancien employé                                               |

Depuis le 1er janvier 2014, Péone fait partie de la communauté de communes des Alpes d'Azur. Elle était auparavant le siège de la communauté de communes de Cians Var, jusqu'à la disparition de celle-ci lors de la mise en place du nouveau schéma départemental de coopération intercommunale.

### Budget et fiscalité 2023

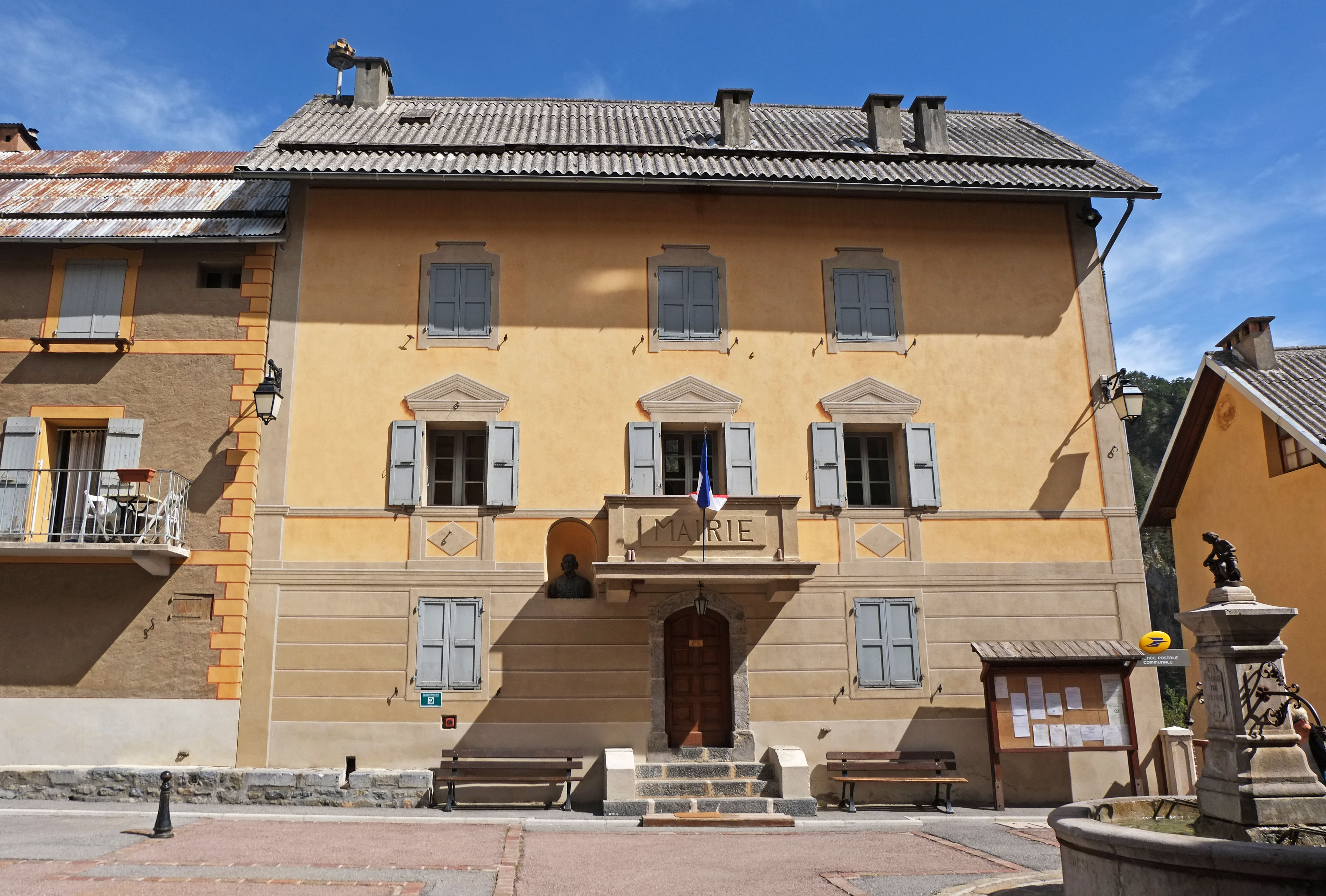
La mairie.

En 2023, le budget de la commune était constitué ainsi :
- total des produits de fonctionnement : 5 520 000 €, soit 6 230 € par habitant ;
- total des charges de fonctionnement : 4 959 000 €, soit 5 597 € par habitant ;
- total des ressources d'investissement : 4 339 000 €, soit 4 898 € par habitant ;
- total des emplois d'investissement : 5 277 000 €, soit 5 956 € par habitant ;
- endettement : 2 721 000 €, soit 3 072 € par habitant.

Avec les taux de fiscalité suivants :
- taxe d'habitation : 19,93 % ;
- taxe foncière sur les propriétés bâties : 27,35 % ;
- taxe foncière sur les propriétés non bâties : 45,13 % ;
- taxe additionnelle à la taxe foncière sur les propriétés non bâties : 0,00 % ;
- cotisation foncière des entreprises : 0,00 %.

Chiffres clés Revenus et pauvreté des ménages en 2021 : médiane en 2021 du revenu disponible, par unité de consommation : 21 230 €.

## Population et société

### Démographie

#### Évolution démographique
L'évolution du nombre d'habitants est connue à travers les recensements de la population effectués dans la commune depuis 1793. Pour les communes de moins de 10 000 habitants, une enquête de recensement portant sur toute la population est réalisée tous les cinq ans, les populations de référence des années intermédiaires étant quant à elles estimées par interpolation ou extrapolation. Pour la commune, le premier recensement exhaustif entrant dans le cadre du nouveau dispositif a été réalisé en 2006.

En 2022, la commune comptait 1 079 habitants, en évolution de +35,21 % par rapport à 2016 (Alpes-Maritimes : +2,85 %, France hors Mayotte : +2,11 %).
| 1793 | 1800 | 1806 | 1822 | 1838 | 1848 | 1858 | 1861 | 1866 |
| ---- | ---- | ---- | ---- | ---- | ---- | ---- | ---- | ---- |
| 553  | 875  | 871  | 831  | 320  | 307  | 595  | 646  | 679  |

| 1872 | 1876 | 1881 | 1886 | 1891 | 1896 | 1901 | 1906 | 1911 |
| ---- | ---- | ---- | ---- | ---- | ---- | ---- | ---- | ---- |
| 643  | 660  | 641  | 645  | 641  | 581  | 575  | 534  | 541  |

| 1921 | 1926 | 1931 | 1936 | 1946 | 1954 | 1962 | 1968 | 1975 |
| ---- | ---- | ---- | ---- | ---- | ---- | ---- | ---- | ---- |
| 507  | 476  | 437  | 473  | 407  | 404  | 465  | 515  | 521  |

| 1982 | 1990 | 1999 | 2006 | 2011 | 2016 | 2021 | 2022  | - |
| ---- | ---- | ---- | ---- | ---- | ---- | ---- | ----- | - |
| 535  | 528  | 682  | 799  | 961  | 798  | 979  | 1 079 | - |

### Enseignement
Établissements d'enseignements :
- École maternelle et primaire à Péone, Beuil, Guillaunes.
- Collèges à Saint-Étienne-de-Tinée, Saint-Sauveur-sur-Tinée, Puget-Théniers.
- Lycées de Valdeblore.

### Santé
Professionnels et établissements de santé :
- Médecins à Péone, Valberg, Guillaumes[30].
- Pharmacies à Valberg, Guillaumes.
- Hôpitaux à Entrevaux, Saint-Étienne-de-Tinée, Puget-Théniers[31].

### Cultes
- Culte catholique, Paroisse Saint-Jean-Baptiste[32], Diocèse de Nice.

## Lieux et monuments

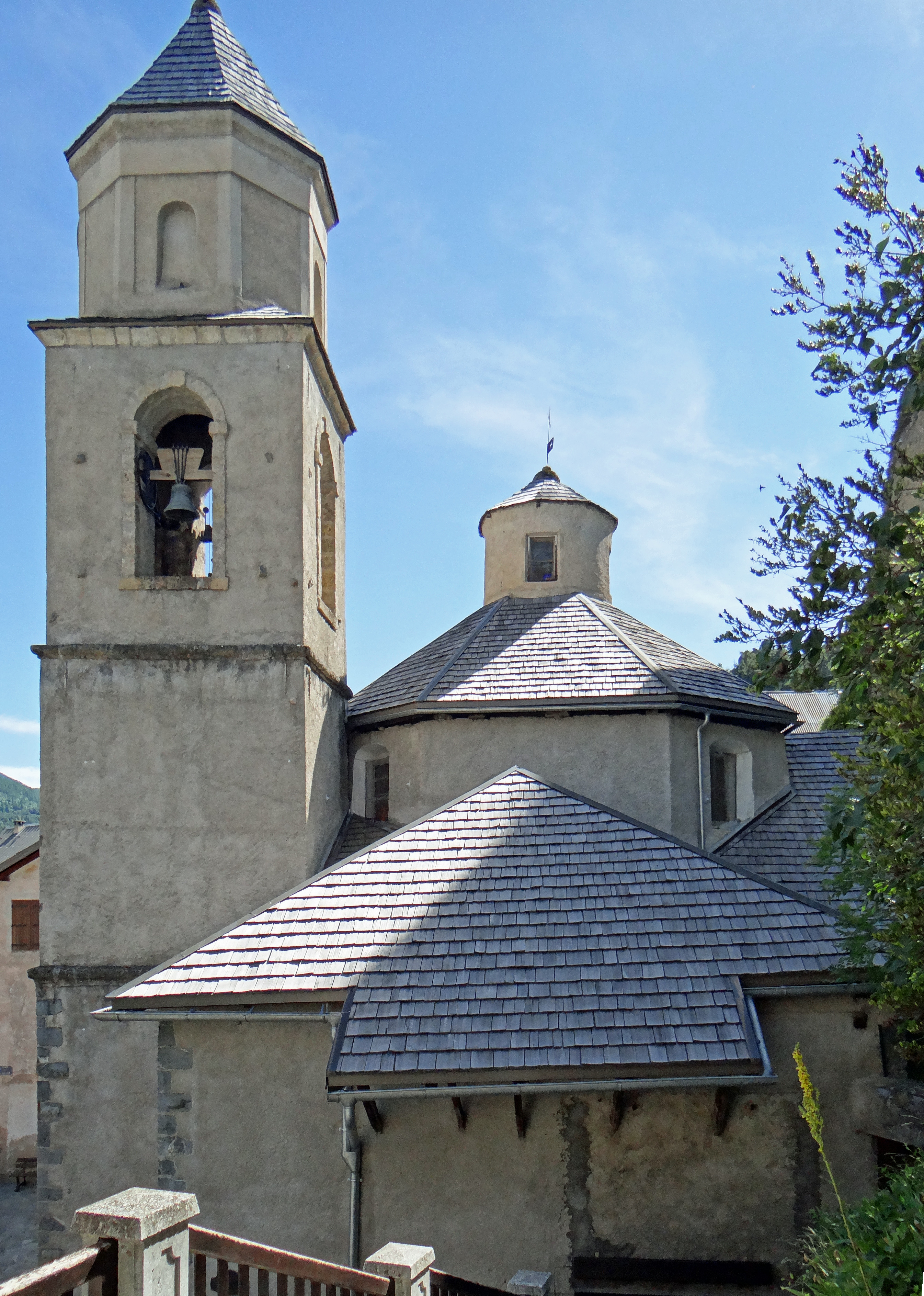
Église Saint-Arige-et-Saint-Vincent-de-Saragosse.
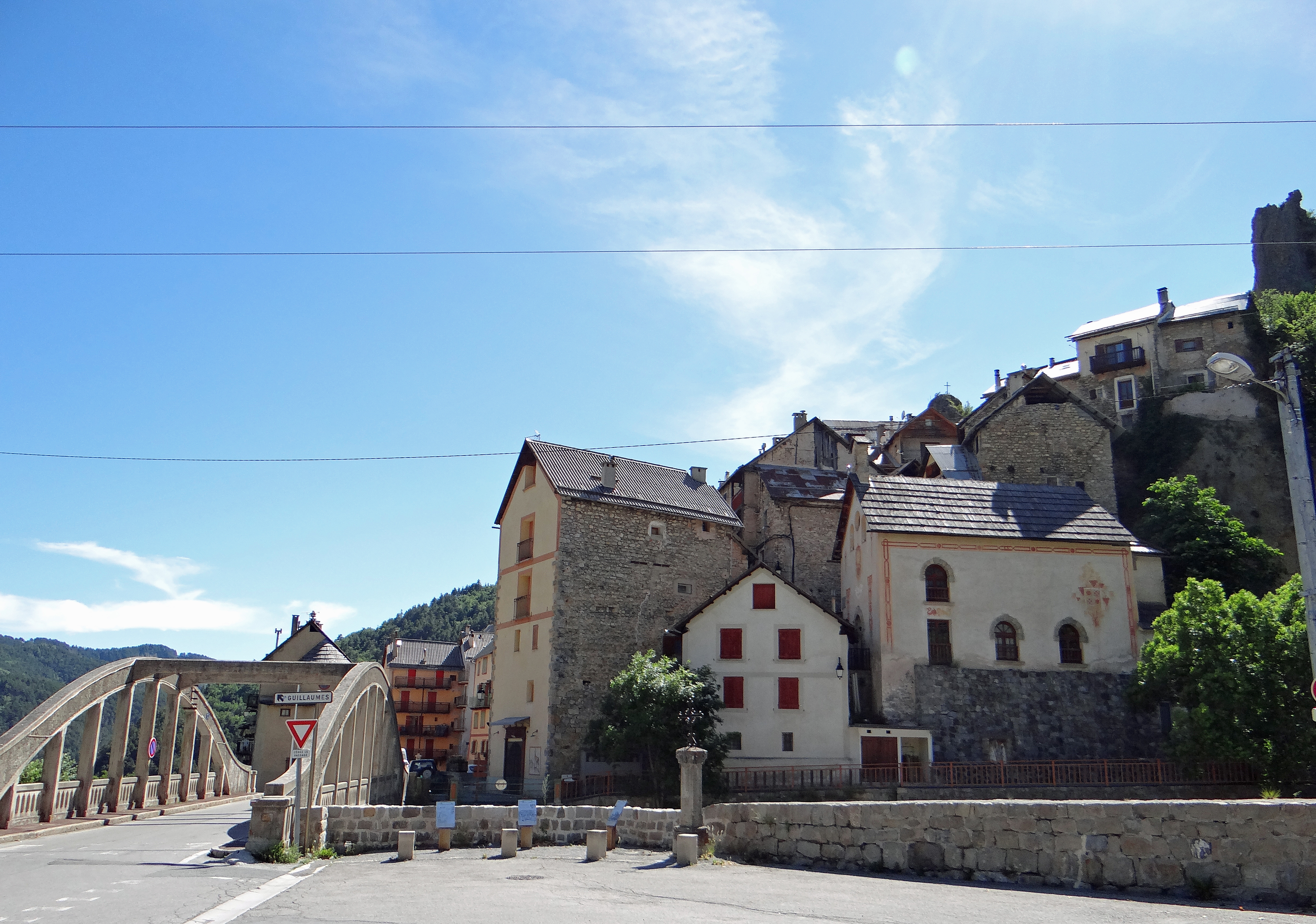
Entrée de ville, pont sur le Tuébi et chapelle des Pénitents.
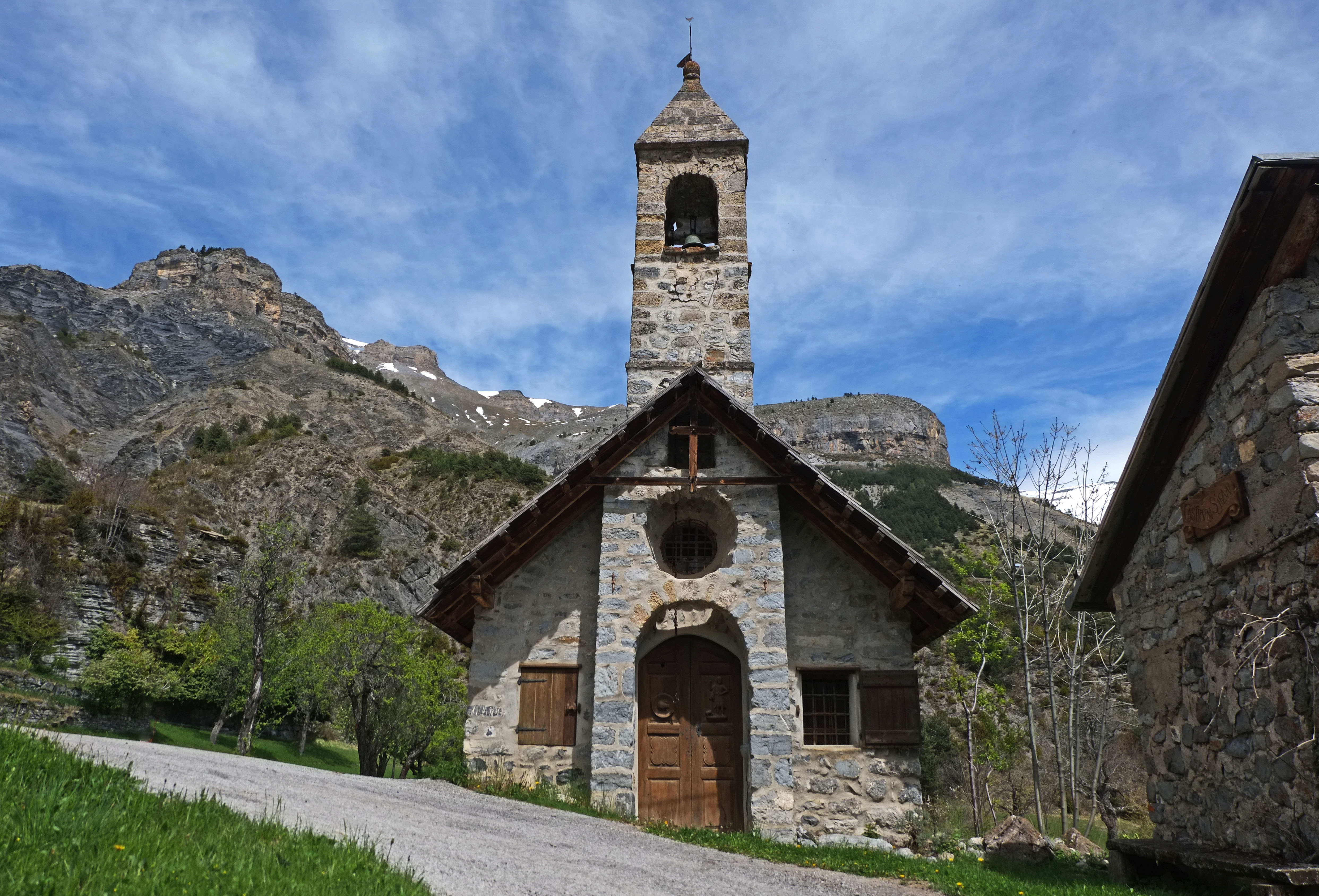
La chapelle Saint-Jean-Baptiste de la Baumette.
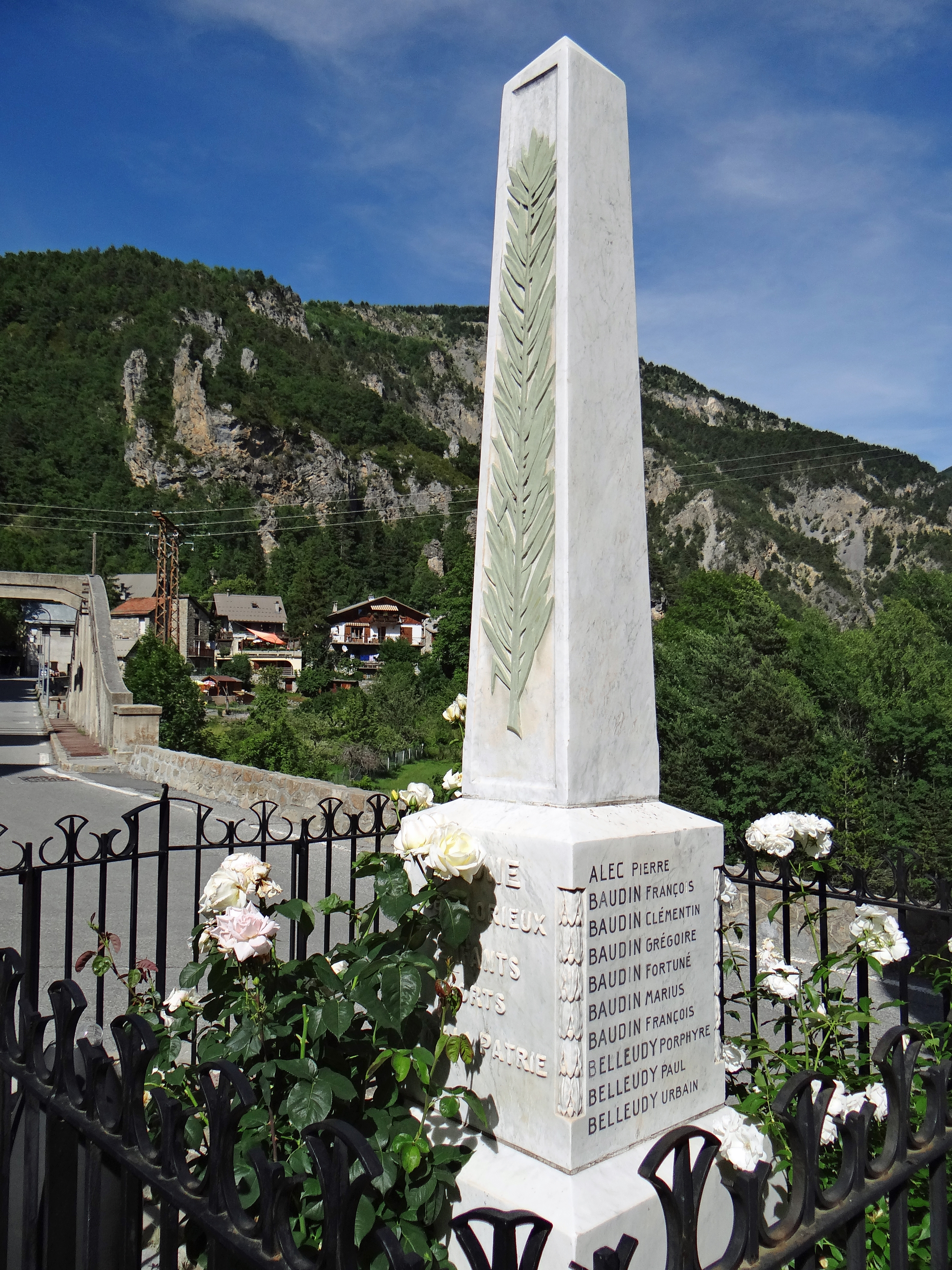
Monument aux morts.

- Valberg est une station de sports d'hiver située dans cette commune.
- Église Saint-Arige-et-Saint-Vincent-de-Saragosse, église inscrite sur l'inventaire supplémentaire des monuments historiques le 29 novembre 1948[33].

Chaire à prêcher,
Christ en croix,
Maître Autel,
Toiles des XVIIe et XVIIIe siècles.
- Église Notre-Dame-des-Neiges[36].
- Chapelles[37] :

Chapelle Saint-Jean-Baptiste de la Baumette de Péone.
Chapelle de la Sainte-Croix, des Pénitents blancs de Péone.
Chapelle Saint-Bernard-de-Menthon de Valberg.
Chapelle Saint-Sauveur des Amignons.
Chapelle de Saint-Pierre de Péone.
Chapelle Saint-Jacques le Majeur de Péone.
- Monument aux morts[38].

## Personnalités liées à la commune
- Alain Clary, homme politique français (PCF), né le 21 mars 1938 à Péone. Maire de Nîmes (1995-2001), député du Gard (1997-2002).
- Julie Clary, épouse de Joseph Bonaparte, souverain de Naples (1806-1808) et d’Espagne (1808-1813).
- Désirée Clary (sœur cadette de Julie Clary) épouse de Bernadotte, puis reine de Suède, dont la descendance règne encore.
- Pertinax : selon une légende, cet empereur romain serait né à Péone. (à Peille?)[réf. nécessaire]
- Fernand Oury, pédagogue français, fondateur de la pédagogie institutionnelle, repose à Péone.